# Hostun
Hostun är en kommun i departementet Drôme i regionen Auvergne-Rhône-Alpes i sydöstra Frankrike. Kommunen ligger i kantonen Bourg-de-Péage som tillhör arrondissementet Valence. År 2022 hade Hostun 1 048 invånare.

## Befolkningsutveckling
Antalet invånare i kommunen Hostun
Referens:INSEE